# Ngepoh (Tanggung Gunung)
Ngepoh is een bestuurslaag in het regentschap Tulungagung van de provincie Oost-Java, Indonesië. Ngepoh telt 2819 inwoners (volkstelling 2010).